# Bernardia myricifolia
Bernardia myricifolia là một loài thực vật có hoa trong họ Đại kích. Loài này được (Scheele) S.Watson mô tả khoa học đầu tiên năm 1880.